# 佐藤史人
佐藤 史人（さとう ふみと、1963年-2018年頃?）は、日本の教育学者である。和歌山大学教授。専門は職業教育行政、産業教育学に関する実証的研究。

## 来歴・人物
1986年、埼玉大学教育学部卒業。
1986年より東京都大島町立第三中学校教諭を務める（-1989年）。
1999年、名古屋大学大学院教育学研究科博士後期課程単位取得満期退学。
1999年、名古屋大学助手を経て、2000年より和歌山大学教育学部助教授、2007年教授。
2018年9月の「新世代のキャリア教育と職業指導」(法律文化社刊)のまえがきにおいて、本書の編集中に急逝した旨が記されている。
(なお、2021年3月現在、和歌山大学の研究者総覧から佐藤の名前は削除されている。)

## 論文
- 「中等教育段階における教員免許状『職業指導』に関する研究」（『和歌山大学教育学部教育実践総合センター紀要』 24, 149-152, 2014年）
- 「現代的コミュニケーションにおける道徳的価値の整合性に関する一考察  -中学校道徳読み物資料『言葉の向こうに』の事例を通して」（共著）（『和歌山大学教育学部紀要』 教育科学 64, 107-112, 2014年）
- 「教材・教具における図画像表現の役割に関する一考察」（共著）（『和歌山大学教育学部紀要』 教育科学 64, 55-61, 2014年）
- 「高等学校世界史における主題概念の変遷について  -学習指導要領における用語より」（共著）（『和歌山大学教育学部教育実践総合センター紀要』 23, 151-156, 2013年）
- 「和歌山県立有田中央高校におけるカリキュラムの特徴に関する研究  -総合学科福祉系列に着目して」（共著）（『和歌山大学教育学部教育実践総合センター紀要』 23, 143-149, 2013年）
- 「京都市立伏見工業高校における日本版デュアルシステムに関する専門教育としての効果・成果に関する考察」（共著）（『和歌山大学教育学部教育実践総合センター紀要』 23, 133-141, 2013年）
- 「大学入試におけるアドミッション・ポリシーのあり方と入試関連業務に関する研究  -和歌山大学の事例に即して」（共著）（『和歌山大学教育学部教育実践総合センター紀要』 23, 127-132, 2013年）
- 「中学校・高等学校教諭免許状『職業指導』に関する発行等状況の実態調査研究」（共著）（『和歌山大学教育学部紀要』 教育科学 63, 149-156, 2013年）
- 「中学校技術科における栽培・生物育成の内容に関する教科書分析  -1989年改訂以降の学習指導要領に準拠した開隆堂教科書の記述内容の分析を中心に」（共著）（『和歌山大学教育学部紀要』 教育科学 63, 141-148, 2013年）
- 「学習指導要領『高等学校公民科』における『目標』に関する一考察  -『公民科における教科目標』と『現代社会における科目目標』を中心に」（共著）（『和歌山大学教育学部紀要』 教育科学 63, 135-140, 2013年）
- 「幼稚園及び小学校教員養成カリキュラムの課題に関する研究  -和歌山大学教育学部児童教育コースに即して」（『和歌山大学教育学部紀要』 教育科学 63, 131-134, 2013年）
- 「『三位一体改革』後における高校職業教育の財政問題に関する実証的研究」（『和歌山大学教育学部紀要』 教育科学 63, 123-129, 2013年）
- 「和歌山県立有田中央高校におけるカリキュラムの特徴に関する研究  -総合学科福祉系列に着目して」（共著）（『和歌山大学教育学部教育実践総合センター紀要』 (23), 143-149, 2013年）
- 「道徳におけるねらいと資料との整合性に関する一考察  -小学校道徳読み物資料『ぽんたとかんた』の事例を通して」（共著）（『和歌山大学教育学部教育実践総合センター紀要』 22, 123-127, 2012年）
- 「高等学校における日本版デュアルシステムの内容分析  -京都市立伏見工業高校の事例に即して」（共著）（『和歌山大学教育学部教育実践総合センター紀要』 22, 113-122, 2012年）
- 「商業教育における『キャリア教育』・『職業教育』に関する研究」（共著）（『和歌山大学教育学部紀要』 教育科学 62, 153-158, 2012年）
- 「中学生の進路選択・決定の意識に技術科が及ぼす影響についての調査研究  -東京荒川区を中心としたアンケート結果を分析して」（共著）（『和歌山大学教育学部紀要』 教育科学 62, 145-151, 2012年）
- 「高校工業教育における長期の就業体験(インターンシップ)の可能性と限界  -京都版デュアルシステムの経験にそくして」（共著）（『和歌山大学教育学部紀要』 教育科学 62, 137-144, 2012年）
- 「中学校技術科教育の現状と技能継承の課題  -生物育成を中心とした教員技能について」（共著）（『和歌山大学教育学部紀要』 教育科学 62, 131-136, 2012年）
- 「幼稚園及び小学校に特化した教員養成カリキュラムの研究  -和歌山大学教育学部児童教育コースの『児童教育基礎演習』の実践と考察」（『和歌山大学教育学部紀要』 教育科学 62, 127-130, 2012年）
- 「課程認定制度下の工業科教員養成(Ⅱ)  -資料・課程認定大学一覧」（共著）（『和歌山大学教育学部紀要』 教育科学 62, 23-28, 2012年）
- 「高校職業教育部会 高校における職業教育・キャリア教育の現状と課題」（『産業教育学研究』 42(1), 52-53, 2012年）
- 「小学校学習指導要領国語科2008年改訂における『書くこと』領域の改訂について」（共著）（『和歌山大学教育学部教育実践総合センター紀要』 21, 77-81, 2011年）
- 「課程認定制度下の工業科教員養成(Ⅰ)  -資料・課程認定大学一覧」（共著）（『和歌山大学教育学部紀要』 教育科学 61, 95-106, 2011年）
- 「新高等学校学習指導要領商業編における目標と科目編成に関する研究  -『商業』と『ビジネス』の表記についての比較分析より」（共著）（『和歌山大学教育学部紀要』 教育科学 61, 89-93, 2011年）
- 「高校普通科における職業教育・キャリア教育に関する現状と課題」（『和歌山大学教育学部紀要』 教育科学 61, 85-88, 2011年）
- 「高校職業教育部会報告 テーマ　-専門高校における職業教育の展望」（『産業教育学研究』 41(1), 61-62, 2011年）
- 「高校普通科における職業教育・キャリア教育」（『産業教育学研究』 41(1), 19-20, 2011年）
- 「産振法による高校職業教育の施設・設備に関する基準の変遷と産振法改正による産業教育費補助法制の変化」（『技術教育研究』 , 82-90, 2010年）
- 「専門高校における学科・カリキュラム改編に関する研究  -商業高校のコース制導入とキャリア形成との関連を中心に」（共著）（『和歌山大学教育学部紀要』 教育科学 60, 61-72, 2010年）
- 「長野県における産業教育総合計画に関する実証的研究」（『和歌山大学教育学部紀要』 教育科学 60, 55-60, 2010年）
- 「現代日本におけるバーンアウト研究の動向に関する研究  -バーンアウトの教員への適応を目指して」（共著）（『和歌山大学教育学部教育実践総合センター紀要』 20, 143-150, 2010年）
- 「和歌山大学教職・キャリア支援室の活動状況と教員採用試験の合否状況について」（共著）（『和歌山大学教育学部教育実践総合センター紀要』 20, 23-29, 2010年）
- 「宮大工の技能習得と掃除にかんする一考察 -大彦組を中心に」（共著）（『紀州経済史文化史研究所紀要』 (30), 1-12, 2009年）
- 「産業教育振興法改正による国庫補助廃止の意義と今後の高校職業教育に関する条件整備について」（共著）（『産業教育学研究』 39(1), 30-31, 2009年）
- 「高校商業教育におけるキャリア教育の実践に関する研究」（共著）（『和歌山大学教育学部紀要』 教育科学 59, 115-120, 2009年）
- 「和歌山大学経済学部生のキャリア・アンカーと希望職業の相関に関する研究」（共著）（『和歌山大学教育学部紀要』 教育科学 59, 107-114, 2009年）
- 「和歌山大学生における職業興味の特徴に関する研究」（共著）（『和歌山大学教育学部紀要』 教育科学 59, 101-105, 2009年）
- 「産業教育振興法改正による国庫補助の廃止」（『技術教育研究』 (67), 20-23, 2008年）
- 「和歌山大学教育学部におけるキャリアカウンセリングの特徴」（共著）（『和歌山大学教育学部紀要』 教育科学 58, 117-125, 2008年）
- 「和歌山大学におけるキャリア教育と学生意識に関する研究  -『進路と職業』受講者へのアンケート結果より」（共著）（『和歌山大学教育学部紀要』 教育科学 58, 109-116, 2008年）
- 「和歌山大学におけるキャリア・コンサルティングの成果に関する研究」（共著）（『和歌山大学教育学部教育実践総合センター紀要』 18, 141-149, 2008年）
- 「普通教育におけるコンピュータ・情報教育に関する研究」（共著）（『和歌山大学教育学部紀要』 教育科学 57, 73-83, 2007年）
- 「和歌山大学におけるキャリア教育に関する研究  -全学対象『進路と職業』の実施に基づいて」（共著）（『和歌山大学教育学部紀要』 教育科学 57, 65-72, 2007年）
- 「技術科教育の物的条件整備に関する研究  -地方分権化時代の予算措置を中心に」（共著）（『和歌山大学教育学部教育実践総合センター紀要』 17, 101-110, 2007年）
- 「和歌山県立笠田高等学校における教育課程編成に関する実証的研究  -1999年改訂学習指導要領への対応と就業体験学習」（『和歌山大学教育学部紀要』 教育科学 56, 127-134, 2006年）
- 「産業教育振興法による高校職業教育費助成に関する研究」（『産業教育学研究』 36(1), 50-51, 2006年）
- 「フランス継続教育訓練法の改正と企業内教育」（共著）（『日本教育学会大會研究発表要項』 64, 102-103, 2005年）
- 「フランス・ルノー自動車中央人材管理部門における企業内教育・訓練に関する調査研究」（『和歌山大学教育学部紀要』 教育科学 55, 109-114, 2005年）
- 「学校における危機管理(リスクマネジメント)の現状と課題  -集中講義『教師のためのリスクマネジメント』を通して」（共著）（『和歌山大学教育学部紀要』 教育科学 55, 67-74, 2005年）
- 「産業教育振興法制定後の高校職業学科の教科書の発行状況に関する研究」（『和歌山大学教育学部教育実践総合センター紀要』 15, 157-162, 2005年）
- 「教員養成学部における授業改善と教職・教科教育・教科専門の連携強化  -共同開設型講義『教師のためのリスクマネジメント』を通して」（共著）（『和歌山大学教育学部教育実践総合センター紀要』 15, 85-93, 2005年）
- 「高校職業学科の教育実践における実習助手の職務に関する研究―工業科・農業科の事例を中心に」（『和歌山大学教育学部付属教育実践総合センター紀要』, 14/, 191-197, 2004年）
- 「和歌山大学の教員養成における『生活科』内容に関する研究」（共著）（『和歌山大学教育学部紀要』 教育科学 54, 175-181, 2004年）
- 「和歌山大学の教員養成における『生活科』教材開発」（『和歌山大学教育学部紀要』, 54/, 167-174, 2004年）
- 「高校生の職業観と職業教育  -商業系学科のアンケート結果を中心に」（共著）（『産業教育学研究』 34(1), 14-15, 2004年）
- 「和歌山大学の教員養成における『生活科』の教育実践報告」（共著）（『和歌山大学教育学部教育実践総合センター紀要』 14, 199-205, 2004年）
- 「フランスのリセ・カリキュラム改革と総合的な学習」（共著）（『日本教育学会大會研究発表要項』 62, 202-203, 2003年）
- 「地方産業教育計画と産業教育審議会に関する研究」（『和歌山大学教育学部紀要』, 53/, 131-136, 2003年）
- 「高校工業教育に対する工業に従事している卒業者の評価  -鹿児島県立鹿児島工業高等学校の事例」（共著）（『産業教育学研究』 33(1), 46-47, 2003年）
- 「産業教育振興法制定後の高校職業学科の教科書の発行状況に関する研究」（『産業教育学研究』 33(1), 40-41, 2003年）
- 「高校職業学科における実習助手の職務内容に関する研究  -工業科・農業科を中心に」（共著）（『職業と技術の教育学』 15, 67-81, 2002年）
- 「高校工業学科の実習助手配置の歴史的変遷」（『技術教育研究』, 59/, 2002年）
- 「高校工業教育の教育内容に対する工業に従事している卒業者の評価 Ⅰ  -東京工業大学工学部附属工業高等学校の事例」（共著）（『鹿児島大学教育学部研究紀要』 教育科学編 53, 63-79, 2002年）
- 「第2次大戦後職業教育における国庫補助制度の性格に関する実証的研究―戦前日本及び米国の職業教育補助法との比較」（『和歌山大学教育学部紀要』, 52/, 97-103, 2002年）
- 「職業高校における実習助手制度の確立と展開」（『産業教育学研究』 32(1), 18-19, 2002年）
- 「高校工業教育に対する工業に従事している卒業者による評価  -大阪府立今宮工業高等学校の事例」（共著）（『鹿児島大学教育学部教育実践研究紀要』 12, 111-125, 2001年）
- 「産業教育振興法定着期における富山県産業教育計画に関する実証的研究」（『悠峰職業科学研究紀要』, 8/, 12-19, 2000年）
- 「第2次大戦後職業教育における国庫補助制度の性格に関する実証的研究  -戦前日本及び米国の職業教育補助法との比較」（『日本教育学会大會研究発表要項』 59, 80-81, 2000年）
- 「愛知県高等学校工業学科の教育課程編成における専門科目の位置づけ」（共著）（『名古屋大學教育學部紀要』 教育学 45(2), 285-296, 1999年）
- 「産業教育振興法の成立過程に関する実証的研究―戦後高校職業教育行財政研究の側面から」（『産業教育学研究』, 29/1, 53-60, 1999年）
- 「産業教育振興法成立過程における総合計画の内容と組織に関する実証的研究  -産業教育審議会制度の構想から発足までの検討を中心に」（『産業教育学研究』 29(1), 28-29, 1999年）
- 「高校工業科の教育課程の進路・就職構造への作用に関する実証的研究」（『名古屋大学教育学部紀要』, 45/1, 201-216, 1998年）
- 「高校職業教育課程と生徒進路の関連構造の変容に関する実証的研究  -愛知県の職業科・専門学科と求人・就職実績の関連分析」（共著）（『産業教育学研究』 28(1), 10-15, 1998年）